# Angylocalyx boutiqueanus
Angylocalyx boutiqueanus là một loài thực vật có hoa trong họ Đậu. Loài này được L.Touss. miêu tả khoa học đầu tiên.